# Saint-André-les-Vergers
Saint-André-les-Vergers – miejscowość i gmina we Francji, w regionie Grand Est, w departamencie Aube.
Według danych na rok 1990 gminę zamieszkiwało 11 329 osób, a gęstość zaludnienia wynosiła 1933 osoby/km².

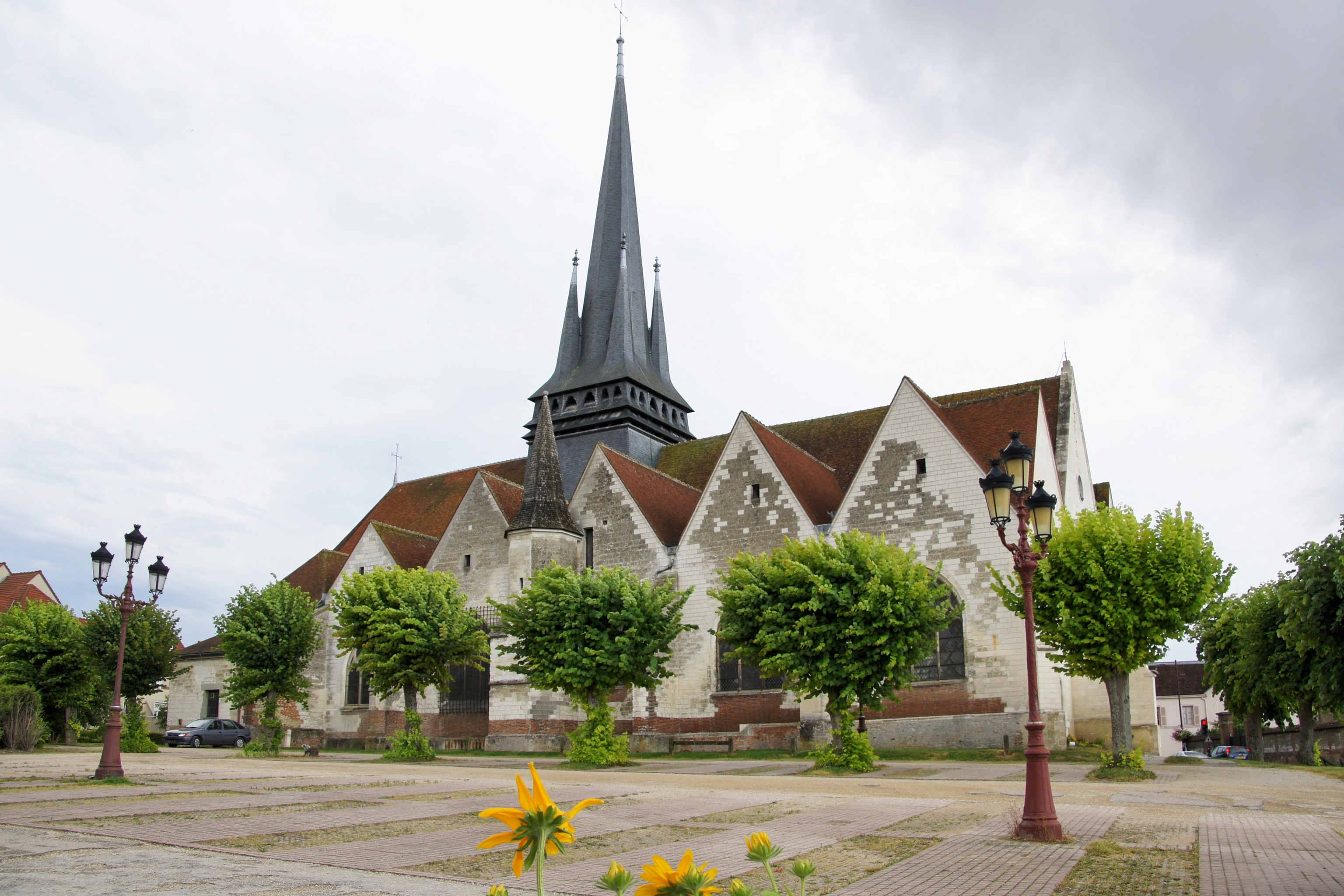
Kościół w Saint-André-les-Vergers, 2010